# 蓝翠蛛
蓝翠蛛（学名：Siler cupreus）为跳蛛科翠蛛属的动物。分布于日本、台灣以及中国的陕西、山东、江苏、浙江、湖北、湖南、福建、贵州等地。